# Torna a casa, Lassie!
Torna a casa, Lassie! (Lassie Come Home) è un film del 1943 diretto dall'esordiente Fred McLeod Wilcox, prodotto e distribuito dalla Metro-Goldwyn-Mayer. Tratto dall'omonimo romanzo di enorme successo dello scrittore Eric Knight (1897-1943) del 1940, è la storia commovente del profondo legame affettivo tra Joe, un ragazzo inglese dello Yorkshire, e il suo cane, una femmina di pastore scozzese di nome Lassie.
Anche la pellicola riscosse vastissimo consenso di pubblico, tanto che negli anni quaranta la MGM produsse altri sei film con Lassie come protagonista, a partire da Il figlio di Lassie del 1945. Sia il primo film sia i vari seguiti continuano tuttora ad essere programmati in televisione insieme alle tre serie televisive che ne sono derivate; ne esistono anche edizioni in VHS e DVD.
Nel 2005 è stato realizzato il remake Lassie – l'undicesimo film su Lassie, stando ai produttori – girato in Scozia, Irlanda e sull'Isola di Man, mentre le riprese di quello originario del 1943 in realtà erano avvenute tutte in America. Nel 2020 è stato realizzato un altro remake Lassie, torna a casa.
A dimostrazione del successo popolare ottenuto dalle opere su Lassie, viene generalmente indicato il vertiginoso aumento dei cani di razza collie registrato negli Stati Uniti negli anni quaranta, quando si passò dagli usuali 3 000 capi a oltre 18 000 esemplari.

## Trama
Nello Yorkshire travagliato dalla Grande depressione, l'operaio Sam Carraclough perde il lavoro. Faticando a mantenere la famiglia, si vede costretto a vendere "il proprio" cane, Lassie, un meraviglioso esemplare femmina di Cane da Pastore Scozzese a Pelo Lungo (Rough Collie), a cui il figlio Joe è affezionatissimo.
Il nuovo "proprietario" – il ricco duca di Rudling – custodisce Lassie in una grande gabbia nel parco della propria residenza, non molto distante da casa Carraclough. Da qui, Lassie riesce "facilmente" a fuggire due volte (una volta scavando una buca sotto la gabbia e un’altra scavalcandola) e a tornare dal suo adorato padroncino.
Con la scusa di un concorso di bellezza canina, ma soprattutto per scongiurare una nuova fuga, il duca decide di trasferire Lessie nella propria tenuta in Scozia, ossia a parecchie centinaia di chilometri di distanza dallo Yorkshire. Qui, però, la piccola Priscilla, nipote del duca, contraria alla crudeltà con cui Aldo – il domestico addetto alla guardia dei cani – tratta Lassie e resasi conto dell'infelicità del cane, ne favorisce la fuga definitiva.
L'animale affronta, allora, il lungo viaggio di ritorno nello Yorkshire, superando minacce e pericoli (da parte della natura e dell'uomo), ma incontrando anche aiuto e affetto lungo la sua strada. Alla fine, quando Joe ormai sembra aver perso ogni speranza di rivedere il suo amato cane, una Lassie ferita e distrutta dalla fatica ricompare nel cortile della scuola dove era solita attenderlo per riaccompagnarlo a casa. A quel punto il duca e sua nipote fingono di non riconoscere in quell'animale debilitato il bel collie precedentemente acquistato e offrono invece a Mr. Carraclough un lavoro nella loro tenuta, proprio come guardiano dei cani.

## Produzione
Lassie fu scelta dopo una selezione indetta a livello nazionale dalla MGM. Nonostante l'ampiezza della ricerca, però, non si riuscì a trovare il cane "cinematograficamente" adatto. La MGM si rivolse allora all'addestratore di cani Rudd Weatherwax che presentò vari esemplari, fra i quali venne subito scelto Pal, un maschio di un anno senza pedigree, nonostante le indicazioni fossero per una femmina di almeno due anni e di razza pura.
Anche se non si trattò del debutto cinematografico di Elizabeth Taylor (che aveva allora 11 anni), Torna a casa, Lassie! fu però il suo primo film con la MGM (per la quale avrebbe lavorato nei successivi diciassette anni). Numerose, diverse e talora fantasiose sono le versioni sul come ottenne la parte di Priscilla, tutte comunque concordano nel sostenere che la sua scelta fu un ripiego, vuoi perché la candidata iniziale era cresciuta tanto in fretta da superare in altezza il protagonista Roddy McDowall (mentre il produttore Samuel Marx "scoprì" Liz pattugliando le strade di Los Angeles – si temeva che tedeschi e giapponesi fossero già sbarcati negli Stati Uniti – insieme con il suo buon amico Francis Taylor, cui la figlia era venuta a portare dei sandwich), vuoi perché la prima Priscilla non sopportava le luci troppo intense dei riflettori (e la madre di Liz aveva proposto sua figlia per "ovviare" all'inconveniente), vuoi perché la prescelta Maria Flynn aveva tenuto nascosta la sua paura per i cani che però apparve evidente non appena le scene furono controllate in studio (e in quei giorni Francis Taylor "raccomandò" alla MGM sua figlia per una particina qualsiasi).
Benché ambientato nello Yorkshire e in Scozia, il film fu interamente girato negli Stati Uniti, a Seattle e altre località dello stato di Washington e in numerosi set allestiti in California, soprattutto a Monterey e lungo il fiume San Joaquin. Fu qui che il poco accreditato Pal, sottoposto a una prova con le altre pretendenti al ruolo di Lassie, conquistò la parte della protagonista attraversando con facilità le acque impetuose del fiume.

## Riconoscimenti
- 1944 - Premio Oscar
  - Nomination Miglior fotografia a colori a Leonard Smith
- 1943 - National Board of Review Awards
  - Migliori dieci film

Il film, ha anche vinto due stelle della Hollywood Walk of Fame, una di queste nel 1960 come miglior film.
Nel 1993 è stato scelto per essere conservato nel National Film Registry della Biblioteca del Congresso degli Stati Uniti.